# Gouvernement Manmohan Singh I
 (avril 2025).
Si vous disposez d'ouvrages ou d'articles de référence ou si vous connaissez des sites web de qualité traitant du thème abordé ici, merci de compléter l'article en donnant les références utiles à sa vérifiabilité et en les liant à la section « Notes et références ».
République d'Inde
Atal Bihari Vajpayee III Manmohan Singh II
Le premier gouvernement Manmohan Singh a été formé après les élections législatives indiennes de 2004 et est resté en fonction jusqu'en 2009.

## Composition
- - Ministre des Affaires extérieures: Pranab Mukherjee (parti du Congrès)
  - Ministre de la Défense: A.K.Antony (parti du Congrès)
  - Ministre des Finances: Palaniappan Chidambaram (parti du Congrès)
  - Ministre des Affaires intérieures: Shivraj Patil (parti du Congrès)
  - Ministre de la Justice: H. R. Bhardwaj (parti du Congrès)
  - Ministre de la Ressource humaine: Arjun Singh (parti du Congrès)
  - Ministre de l'Agriculture et de la Consommation: Sharad Pawar (Nationalist Congress Party)
  - Ministre du Commerce et des Industries: Kamal Nath (parti du Congrès)
  - Ministre de la Science et de la Technologie: Kapil Sibal (parti du Congrès)
  - Ministre de l'Information et de la Culture: Jaipal Reddy (parti du Congrès)
  - Ministre des Communications et des Technologies de l'informations: Dayanidhi Maran (Dravida Munnetra Kazhagam)
  - Ministre des Chemins de fer: Laloo Prasad Yadav (Rashtriya Janata Dal)
  - Ministre des Indiens d'Outre-mer: Jagdish Tytler (parti du Congrès)
  - Ministre de la Chimie et de l'Acier: Ram Vilas Paswan (Lok Janshakti Party)
  - Ministre des Affaires Tribales et du Développement de la Région du Nord-Est: P.R. Kyndiah (parti du Congrès)
  - Ministre des Affaires Parlementaires et du Développement Urbain: Ghulam Nabi Azad[1] (parti du Congrès)
  - Ministre de l'Environnement et des Forêts: A. Raja (Dravida Munnetra Kazhagam)
  - Ministre de la Santé et de la Famille: Anbumani Ramdoss (Pattali Makkal Katchi)
  - Ministre du Travail et de l'Emploi: K. Chandra Shekhar Rao (Telangana Rashtra Samithi)
  - Ministre de la Justice Sociale: Meira Kumar (parti du Congrès)
  - Ministre des Ressources Hydrauliques: Priyaranjan Dasmunsi (parti du Congrès)
  - Ministre du Développement Rural: Raghuvansh Prasad Singh (Rashtriya Janata Dal)
  - Ministre de l'Electricité: P.M. Sayeed (parti du Congrès)
  - Ministre des Textiles: Shankarsinh Vaghela (parti du Congrès)
  - Ministre de la Marine, des Transports routiers et des Autoroutes: T.R. Baalu (Dravida Munnetra Kazhagam)
  - Ministre des Petites Industries et des Industries Rurales et Agricoles: Mahavir Prasad (parti du Congrès)
  - Ministre des Mines: Sish Ram Ola (parti du Congrès)
  - Ministre du Tourisme: Renuka Choudhury (parti du Congrès)
  - Ministre de l'Industrie Agro-alimentaire: Subodh Kant Sahay (parti du Congrès)
  - Ministre de l'Aviation Civile: Praful Patel (Nationalist Congress Party)
  - Ministre du Pétrole et du Gaz Naturel: Mani Shankat Aiyar (parti du Congrès)
  - Ministre des Affaires des Compagnies: Prem Chand Gupta (Rashtriya Janata Dal)
  - Ministre des Statistiques et de l'Exécution des Programmes: Oscar Fernandes (parti du Congrès)
  - Ministre de l'Emploi Urbain: Kumari Selja (parti du Congrès)
  - Ministre de l'Energie Non-Conventionnelle: Vilas Muttemwar (parti du Congrès)
  - Ministre de l'Industrie Lourde: Santosh Mohan Dev (parti du Congrès)
  - Ministre de la Fonction Publique, des Réclamations Publiques, des Pensions, du Plan, du Charbon, de l'Energie Atomique et de l'Espace : Manmohan Singh (également Premier ministre)

## Crédit d'auteurs
- Cet article est partiellement ou en totalité issu de l'article intitulé « Conseil des ministres de l'Inde » (voir la liste des auteurs).